# Castillo de Montizón
El castillo de Montizón es una fortificación del municipio español de Villamanrique, en la provincia de Ciudad Real.

## Descripción
Se ubica en el término municipal ciudadrealeño de Villamanrique, en la comunidad autónoma de Castilla-La Mancha. Por su estructura debió ser de construcción cristiana, ya que durante la época musulmana el paso de la Vía Augusta por el Dañador lo vigilaba el castillo de Ibn Xoray (hoy ruinas en el Estrecho de las Torres). Perteneció, como toda la zona, a la Orden de Santiago. Jorge Manrique fue comendador de Motizón. Se conserva bastante bien, y es de propiedad privada.
El 23 de febrero de 1983 fue declarado monumento histórico-artístico de carácter nacional, mediante un real decreto publicado el 18 de abril de ese mismo año en el Boletín Oficial del Estado. En la actualidad cuenta con el estatus de bien de interés cultural.